# Idiofoni
Idiofoni so skupina glasbil, pri katerih zvok nastaja z nihanjem trupa glasbila in je snov, iz katerih so izoblikovani, zaradi svojih elastičnih značilnosti hkrati tudi zvočilo. Večina teh instrumentov ne intonira, kar pomeni, da oddajajo širši frekvenčni spekter zvoka. V tej skupini se po večini nahajajo tolkalni instrumenti brez membrane. Nanje lahko igramo na več načinov: drgnemo, udarjamo, trzamo itd. Ta glasbila so navadno krhka in lahka.